# Kreis Moers
Der Landkreis Moers oder auch Kreis Moers war von 1857 bis zum 31. Dezember 1974 ein Landkreis am linken Niederrhein im Regierungsbezirk Düsseldorf, zunächst in der preußischen Rheinprovinz und seit 1946 in Nordrhein-Westfalen.

## Geographie

### Lage
Der Kreis umfasste ein Gebiet von Xanten im Norden, dem Rhein im Osten, der Grenze zur Stadt Krefeld im Süden und im Westen der Grenze zum Kreis Kleve. Sitz des Kreises war die Stadt Moers.

### Nachbarkreise
Der Kreis Moers grenzte 1974 im Uhrzeigersinn im Norden beginnend an die Kreise Rees und Dinslaken, an die kreisfreien Städte Duisburg und Krefeld sowie an die Kreise Kempen-Krefeld, Geldern und Kleve.

## Geschichte

### Der Kreis Moers von 1857 bis 1969
1857 wurden aus dem Kreis Geldern das Gebiet, das bis 1823 den Kreis Rheinberg gebildet hatte, herausgelöst und mit der Bürgermeisterei Friemersheim aus dem Kreis Krefeld zum Kreis Moers zusammengeschlossen. Der Kreis Moers besaß zunächst die folgende Verwaltungsstruktur:
| Bürgermeisterei | Gemeinden                                                   |
| --------------- | ----------------------------------------------------------- |
| Alpen           | Alpen, Alpsray, Bönninghardt, Drüpt, Huck, Millingen        |
| Baerl           | Baerl                                                       |
| Budberg         | Budberg, Eversael, Vierbaum                                 |
| Büderich        | Büderich                                                    |
| Friemersheim    | Bliersheim, Friemersheim, Hohenbudberg-Kaldenhausen, Rumeln |
| Hochemmerich    | Bergheim, Hochemmerich, Oestrum                             |
| Hoerstgen       | Hoerstgen                                                   |
| Homberg         | Essenberg, Homberg, Hochheide                               |
| Kamp            | Kamp                                                        |
| Kapellen        | Kapellen                                                    |
| Labbeck         | Labbeck                                                     |
| Marienbaum      | Marienbaum, Obermörmter, Vynen                              |
| Moers           | Moers (Stadt)                                               |
| Moers-Land      | Asberg, Hochstraß, Hülsdonk, Schwafheim, Vinn               |
| Neukirchen      | Neukirchen                                                  |
| Orsoy           | Orsoy (Stadt)                                               |
| Orsoy-Land      | Orsoy-Land                                                  |
| Ossenberg       | Borth, Ossenberg, Wallach                                   |
| Repelen         | Repelen                                                     |
| Rheinberg       | Rheinberg (Stadt)                                           |
| Rheinberg-Land  | Winterswick                                                 |
| Rheurdt         | Rayen, Rheurdt, Vluynbusch                                  |
| Schaephuysen    | Schaephuysen                                                |
| Sonsbeck        | Hamb, Sonsbeck                                              |
| Veen            | Birten, Bönning, Menzelen, Veen, Winnenthal                 |
| Vierquartieren  | Kamperbruch, Lintfort, Rossenray, Saalhoff                  |
| Vluyn           | Vluyn                                                       |
| Wardt           | Wardt                                                       |
| Xanten          | Xanten (Stadt)                                              |

Nach der Jahrhundertwende kam es zu den ersten Eingemeindungen:
- Asberg, Hochstraß, Hülsdonk, Schwafheim und Vinn wurden 1906 in die Stadt Moers eingemeindet.
- Essenberg und Hochheide wurden 1907 nach Homberg eingemeindet.
- Repelen und Baerl wurden 1910 zur Gemeinde Repelen-Baerl zusammengeschlossen.

In den 1920er Jahren wurde der stark industrialisierte Süden des Kreises neugeordnet:
- Bliersheim wurde 1920 nach Friemersheim eingemeindet.[3]
- Bergheim und Oestrum wurden am 1. April 1921 nach Hochemmerich eingemeindet.[4]
- Die Gemeinden Hochemmerich und Friemersheim wurden am 6. April 1923 zur neuen Gemeinde Rheinhausen zusammengeschlossen.[5]
- Die bisherigen Bürgermeistereien Hochemmerich und Friemersheim wurden im selben Jahr zur Bürgermeisterei Rheinhausen vereinigt, die neben der Gemeinde Rheinhausen die Gemeinden Hohenbudberg-Kaldenhausen und Rumeln umfasste.[6]
- Der Südteil der Gemeinde Hohenbudberg-Kaldenhausen wurde 1927 in die Stadt Uerdingen im Landkreis Krefeld umgemeindet. Der Rest der Gemeinde Hohenbudberg-Kaldenhausen verblieb als Gemeinde Kaldenhausen in der Bürgermeisterei Rheinhausen.[7]
- Die Landbürgermeistereien wurden seit 1927 als Ämter bezeichnet.
- Neukirchen und Vluyn wurden 1928 zur Gemeinde Neukirchen-Vluyn zusammengeschlossen.

In den 1930er Jahren wurde die Zahl der Gemeinden weiter reduziert:
- Rheinhausen erhielt 1934 das Stadtrecht. Gleichzeitig wurde Kaldenhausen nach Rumeln eingemeindet. Das Amt Rheinhausen wurde aufgehoben, wodurch das um Kaldenhausen vergrößerte Rumeln zu einer amtsfreien Gemeinde wurde.
- Eversael und Vierbaum wurden 1934 nach Budberg eingemeindet.[8]
- Hörstgen, Kamp, Kamperbruch, Lintfort, Rossenray und Saalhoff wurden 1934 zur Gemeinde Kamp-Lintfort zusammengeschlossen.[8]
- Obermörmter und Vynen wurden 1934 nach Marienbaum eingemeindet.[8]
- Alle Einzelgemeindeämter wurden 1934 aufgehoben. Die betreffenden Gemeinden waren seitdem amtsfrei.
- Alpsray und Winterswick wurden 1934 nach Rheinberg eingemeindet.[9]
- Rayen und Vluynbusch wurden 1935 nach Neukirchen-Vluyn eingemeindet.[8]
- Schaephuysen wurde 1935 nach Rheurdt eingemeindet.[8]
- Im selben Jahr wurde aus Neukirchen-Vluyn und Rheurdt das Amt Vluyn gebildet.[10]
- Labbeck trat 1935 zum Amt Sonsbeck.[11]
- Bönninghardt, Drüpt, Huck und Millingen wurden 1939 nach Alpen eingemeindet.[8]
- Winnenthal wurde 1939 nach Birten eingemeindet.[8]
- Bönning wurde 1939 nach Menzelen eingemeindet.[12]
- Die Ämter Alpen und Veen wurden 1939 zum Amt Alpen-Veen zusammengeschlossen, das nun die vier Gemeinden Alpen, Birten, Menzelen und Veen umfasste.[12]

Nach dem Zweiten Weltkrieg kam es noch zu den folgenden Änderungen:
- Das Amt Vluyn wurde am 1. April 1950 wieder aufgehoben.[13]
- Rumeln wurde am 2. August 1950 in Rumeln-Kaldenhausen umbenannt.[14]
- Repelen-Baerl wurde am 18. August 1950 in Rheinkamp umbenannt.[15]
- Ossenberg und Wallach wurden 1951 nach Borth eingemeindet, womit das Amt Ossenberg erlosch.[16]
- Rheurdt und Schaephuysen wurden 1953 wieder in eigenständige Gemeinden getrennt und bildeten seitdem das Amt Rheurdt.[17]

Seitdem war der Kreis bis zum Ende der 1960er Jahre in 26 Städte und Gemeinden gegliedert:
| Amt        | Gemeinden (1968) |
| ---------- | --- |
| amtsfrei   | Borth, Budberg, Büderich, Homberg, Kamp-Lintfort, Kapellen, Marienbaum, Moers, Neukirchen-Vluyn, Orsoy, Orsoy-Land, Rheinhausen, Rheinberg, Rheinkamp, Rumeln-Kaldenhausen, Wardt, Xanten |
| Alpen-Veen | Alpen, Birten, Menzelen, Veen |
| Rheurdt    | Rheurdt, Schaephuysen |
| Sonsbeck   | Hamb, Labbeck, Sonsbeck |

### Der Kreis Moers von 1969 bis 1974
Am 1. Juli 1969 wurden durch das Gesetz zur Neugliederung von Gemeinden des Landkreises Moers in der ersten Phase der Gebietsreform in Nordrhein-Westfalen mehrere Gemeinden neugegliedert:
- Birten, Marienbaum und Wardt wurden in die Stadt Xanten eingegliedert.
- Alpen, Menzelen und Veen wurden zur neuen Gemeinde Alpen zusammengeschlossen.
- Hamb, Labbeck und Sonsbeck wurden zur neuen Gemeinde Sonsbeck zusammengeschlossen.
- Rheurdt und Schaephuysen wurden zur neuen Gemeinde Rheurdt zusammengeschlossen.
- Die drei Ämter Alpen-Veen, Rheurdt und Sonsbeck wurden aufgelöst.

Am 1. Oktober 1969 wurde aus dem Landkreis der Kreis Moers.
Am 1. Januar 1972 wurde außerdem die Gemeinde Orsoy-Land in die Stadt Rheinberg eingegliedert. Danach bestand der Kreis Moers noch aus 17 Gemeinden:
| - Alpen - Borth - Budberg | - Büderich - Homberg - Kamp-Lintfort | - Kapellen - Moers - Neukirchen-Vluyn | - Orsoy - Rheinberg - Rheinhausen | - Rheinkamp - Rheurdt - Rumeln-Kaldenhausen | - Sonsbeck - Xanten |

### Gebietsreform 1975
Am 1. Januar 1975 kam es durch das Ruhrgebiet-Gesetz sowie durch das Niederrhein-Gesetz im Zuge des zweiten Neugliederungsprogramms zu Auflösung des Kreises Moers und weiteren Gemeindeneugliederungen:
- Homberg, Rheinhausen und Rumeln-Kaldenhausen wurden Teil der Stadt Duisburg.
- Rheinkamp wurde auf die Städte Duisburg und Moers aufgeteilt.
- Büderich wurde in die Stadt Wesel eingemeindet.
- Borth, Budberg und Orsoy wurden in die Stadt Rheinberg eingemeindet.
- Kapellen wurde in die Stadt Moers eingemeindet.
- Rheurdt kam zum Kreis Kleve.
- Alpen, Kamp-Lintfort, Moers, Neukirchen-Vluyn, Rheinberg, Sonsbeck und Xanten kamen zum neuen Kreis Wesel.

### Einwohnerentwicklung
| Jahr | Einwohner | Quelle |
| ---- | --------- | ------ |
| 1871 | 58.043    | [ 21 ] |
| 1880 | 63.596    | [ 21 ] |
| 1890 | 67.612    | [ 8 ]  |
| 1900 | 82.501    | [ 8 ]  |
| 1910 | 132.013   | [ 8 ]  |
| 1925 | 172.367   | [ 8 ]  |
| 1939 | 191.291   | [ 8 ]  |
| 1946 | 202.518   | [ 22 ] |
| 1950 | 235.477   | [ 8 ]  |
| 1960 | 309.400   | [ 8 ]  |
| 1961 | 313.722   | [ 20 ] |
| 1970 | 349.504   | [ 20 ] |
| 1973 | 354.000   | [ 23 ] |

## Politik

### Ergebnisse der Kreistagswahlen ab 1946
In der Liste werden nur Parteien und Wählergemeinschaften aufgeführt, die mindestens zwei Prozent der Stimmen bei der jeweiligen Wahl erhalten haben.
Stimmenanteile der Parteien in Prozent
| Jahr   | SPD  | CDU  | FDP  | DZP | KPD |
| ------ | ---- | ---- | ---- | --- | --- |
| 1946   | 42,2 | 43,4 | 03,5 | 1,9 | 8,9 |
| 1948   | 41,3 | 40,8 | 02,1 | 6,5 | 7,5 |
| 119521 | 42,9 | 32,9 | 10,9 | 5,3 | 4,0 |
| 219562 | 51,1 | 35,5 | 08,3 | 2,5 |     |
| 1961   | 48,6 | 42,2 | 08,1 |     |     |
| 1964   | 54,4 | 38,8 | 06,8 |     |     |
| 1969   | 52,7 | 41,3 | 06,0 |     |     |

Fußnoten
1 1952: zusätzlich: DP: 2,1 %

2 1956: zusätzlich: BHE: 2,6 %

### Landräte
- 1857–1865: Adolf Ernst von Ernsthausen
- 1865–1870: Albert von Pommer Esche
- 1870–1871: Gustav von Hochwächter (Offizier) auftragsweise
- 1871–1872: Wilhelm Steinkopf
- 1872–1882: Gustav von Hochwächter
- 1882–1895: John Haniel
- 1895:–9999 Hermann Schultz
- 1895–1919: Paul von Laer
- 1920:–9999 NN. Wellmann
- 1920–1933: Günther van Endert
- 1933–1942: Ernst Bollmann
- 1942–1945: Karl Bubenzer
- 1945:–9999 August Herschel kommissarisch
- 1945–1946: Heinrich Reintjes
- 1946:–9999 Jakob Schroer
- 1946–1948: Johannes Egermann
- 1948–1963: Hugo Simecek
- 1963–1968: Rolf Soltau
- 1969–1974: Werner Rosenberg

### Oberkreisdirektoren
- 1946–1954: Heinrich Reintjes
- 1954–1974: Wilhelm Hübner

### Wappen und Siegel
Der Landkreis Moers führte bis zu ihrer Eingemeindung ein Wappen und ein Siegel.

Wappen des ehemaligen Kreises Moers

Wappen Blasonierung: Ein geteilter, unten zweimal gespaltener Schild. Oben in Gold (Gelb) ein schwarzer Balken, unten Feld 1 eine achtstrahlige goldene (gelbe) Lilienhaspel mit silbernem (weißem) Herzschildchen in Rot, Feld 2 ein schwarzes Kreuz in Silber (Weiß), Feld 3 in Blau ein goldener (gelber) Löwe.
Bedeutung: Die alte Grafschaft Moers bildete den größten Teil des Kreises (oberes Feld), die drei unteren Wappenbilder bringen die übrigen Gebietsteile mit deren ehemaliger Zugehörigkeit zum Ausdruck: Feld 1 Herzogtum Kleve, Feld 2 Kurfürsten- und Erzbistum Köln und Feld 3 Herzogtum Geldern.
Siegel Das Siegel der Landkreises Moers basiert auf dem Wappen des Kreises und ist mit dem Schriftzug „Landkreis Moers“ umrundet, wobei das Wort „Landkreis“ oben im Siegel steht und das Wort „Moers“ unten. Die beiden Wörter werden hierbei durch zwei heraldische Kreuze beidseitig getrennt.

## Verkehr
Den Öffentlichen Personennahverkehr bedienten neben der Staatsbahn, dem Bahnbus und der Kraftpost hauptsächlich die Straßenbahn Moers-Homberg GmbH, die Kreis Moerser Verkehrsbetriebe und die Niederrheinische Automobilgesellschaft mbH (NIAG).

## Kfz-Kennzeichen
Am 1. Juli 1956 wurde dem damaligen Landkreis bei der Einführung der bis heute gültigen Kfz-Kennzeichen das Unterscheidungszeichen MO zugewiesen. Es wurde bis zum 31. Dezember 1974 ausgegeben. Seit dem 3. Dezember 2012 ist es im Kreis Wesel erhältlich.